# Genseric Brandel
Genseric Brandel, född 5 december 1782 i Alger, död 26 december 1833, var en svensk diplomat.
Brandel var kommissionssekreterare och chargé d'affaires i London 1805, legationssekreterare i Sankt Petersburg 1812, legationsråd 1813, envoyé i Berlin och Dresden 1821–1833. Han blev adlad 1817 under namnet Brandel med nummer 2250 och tjänstgjorde som kammarherre 1818. Brandel var amatörviolinist och medlem av Harmoniska Sällskapet samt invaldes som ledamot nummer 201 i Kungliga Musikaliska Akademien den 21 oktober 1801. Han var son till Henric Brandel och bror till Sophia, Emilie och Gustaf Brandel, vilka alla var ledamöter i akademien. Som tecknare är han representerad vid Kungliga vetenskapsakademien med en teckning. Brandel är begravd på Solna kyrkogård.